# Buchenroedera viminea
Buchenroedera viminea är en ärtväxtart som beskrevs av Karel Presl. Buchenroedera viminea ingår i släktet Buchenroedera och familjen ärtväxter. Inga underarter finns listade i Catalogue of Life.